# Angelica sinensis
Angelica sinensis, comúnmente conocida como dong quai, dang gui o ginseng hembra es una planta de la familia Apiaceae, procedente de China.

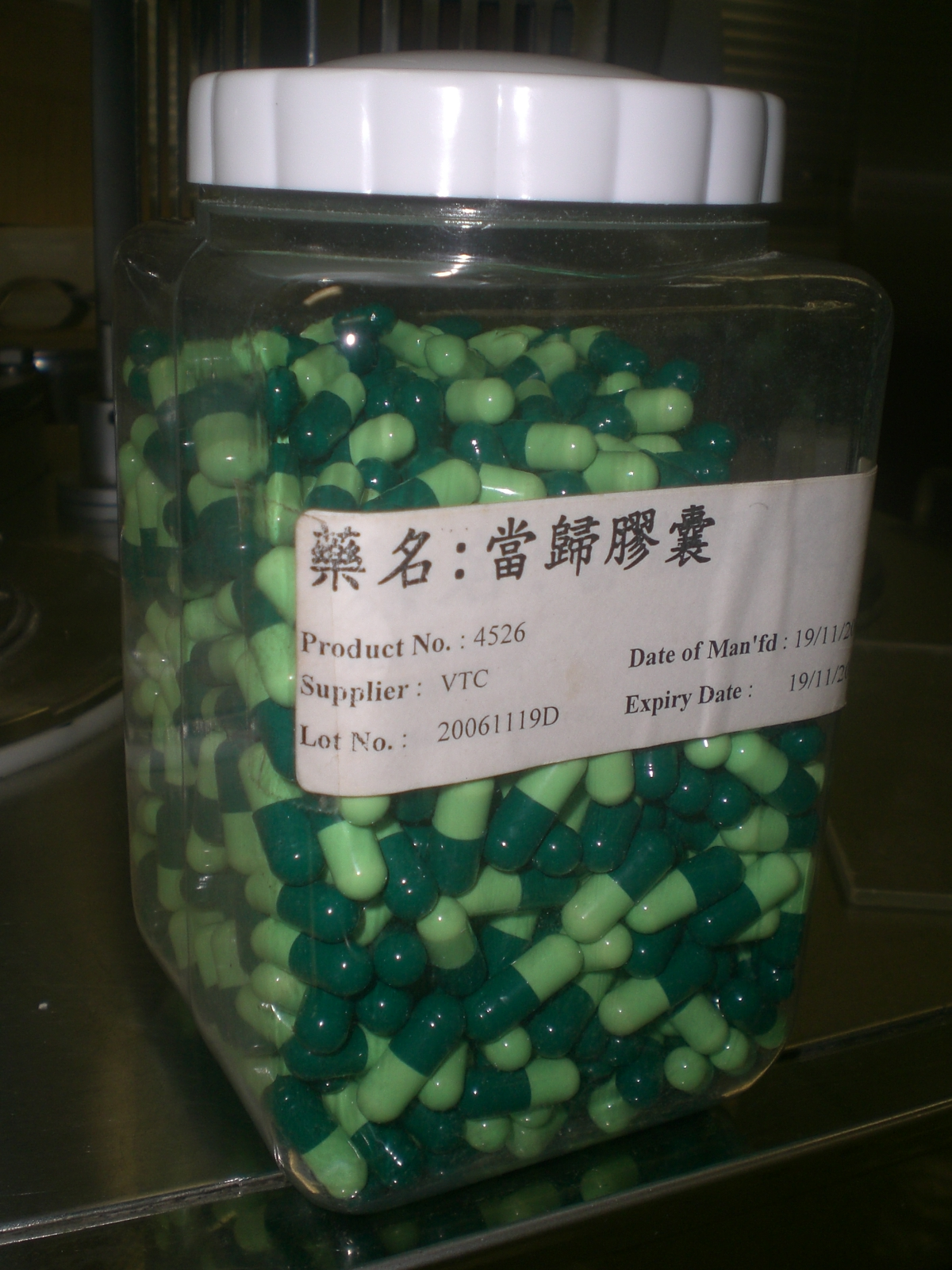
Preparado para su venta comercial

## Descripción
Es una planta perenne, que alcanza un tamaño de 0.4-1 m de altura. Tiene una raíz cilíndrica, ramificada, con muchas raicillas, suculenta, muy aromática. Tallo verde violáceo, acanalado, ramificado arriba. Pecíolos basales e inferiores de 5-20 cm, vainas verdes y violetas, ovadas, con margen membranoso-; hojas ovadas de 10-30 × 12-25 cm, 2-3-ternada-pinnadas, pinnas 3-4 pares, pinnas proximales y medias largo pecioluladas, con foliolos ovados o ovado-lanceolados, 2-3.5 × 0.8-2.5 cm, 2-3-lobado. Las inflorescencias en pedúnculos de 8-20 cm, pubescentes o subglabros; brácteas ausentes o 2, lineales, los rayos 10-30, desiguales, escabrosos; bracteolas 2-4, linear, de 3-5 mm; umbelulas con 13-36 flores; con pedicelos delgados.  Pétalos blancos, rojos raramente violáceo. Fruto elipsoide o suborbiculares, 4-6 × 3-4 mm, costillas dorsales filiformes, costillas prominentes, laterales ampliamente delgadas alas, alas tan anchas como o más anchas que el cuerpo. Fl. Jun-Jul, fr. Julio-septiembre

## Distribución y hábitat
Especie silvestre o cultivada en bosques, matorrales arbustivos, a una altitud de 2500-3000 metros, en Gansu, Hubei, Shaanxi, Sichuan y Yunnan en China.

## Usos medicinales

### Chinos
Su raíz desecada se conoce comúnmente en chino como Radix Angelicae Sinensis, o Angelica china (en chino tradicional, 當歸; en chino simplificado, 当归; pinyin, dāngguī) y es ampliamente usada en la medicina tradicional china para tratar males ginecológicos, fatiga, anemia leve y presión sanguínea alta. Tiene un efecto analgésico, antiinflamatorio, antiespasmódico y efectos sedativos. Los fitoquímicos de la planta consisten en cumarinas, fitoesteroles, polisacáridos, ferulato de sodio u flavonoides. No existe suficiente evidencia científica de estos efectos medicinales
También es usada como afrodisíaco.

### Coreanos
La A. sinensis también es usada en la medicina tradicional coreana, donde es llamada danggwi (Hangul: 당귀, Hanja: 當歸).

### Usos ginecológicos
La raíz de Angélica es de utilidad en el control de la amenorrea y la dismenorrea (menstruación irregular y/o dolorosa)por su acción a nivel de musculatura lisa y sobre el sistema hematopoyético de la sangre. Aunque se cree que podría tener algún efecto sobre la regulación hormonal, no hay evidencias científicas al respecto. Es usado a menudo en fórmulas tanto para síndrome premenstrual como para el menopausal. Ahora bien, según información emitida por la Organización Mundial de la Salud (WHO), dosis de 4,5 g de la raíz al día, durante 24 semanas, no alivian síntomas de la menopausia tales como los sofocos.

### Contraindicaciones
Según la monografía de la WHO, la raíz de angélica está contraindicada en caso de diarrea y enfermedades hemorrágicas. Debido a falta de información debidamente contrastada, no se recomienda su uso en niños y debe ser utilizada con precaución durante la lactación. También está contraindicada durante el embarazo debido a sus propiedades espasmolíticas y anticoagulantes que pueden dar lugar a aborto(sin demostrar clínicamente) y riesgo de hipermenorrea. El dong quai se ha considerado tradicionalmente una planta con capacidad para originar aborto espontáneo.

## Taxonomía
Angelica sinensis fue descrita por (Oliv.) Diels y publicado en Botanische Jahrbücher für Systematik, Pflanzengeschichte und Pflanzengeographie 29(3–4): 500. 1900.
Etimología
Ver: Angelica
sinensis: epíteto geográfico que significa "de China".
Sinonimia
- Angelica polymorpha var. sinensis Oliv. basónimo [9]

var. wilsonii (H.Wolff) Z.H.Pan & M.F.Watson
- Angelica omeiensis C.Q.Yuan & R.H.Shan
- Angelica wilsonii H.Wolff